# Strömmingstjärnen, Dalarna
Strömmingstjärnen är en sjö i Älvdalens kommun i Dalarna och ingår i Dalälvens huvudavrinningsområde. Sjöns area är 0,02 kvadratkilometer och den befinner sig 445 meter över havet.